# Manhattan (Illinois)
Pour les articles homonymes, voir Manhattan (homonymie).
Manhattan est un village situé au centre du comté de Will,  dans l'Illinois, aux États-Unis,. Il est incorporé le 19 juillet 1890.

## Démographie
Lors du recensement de 2010, le village comptait une population de 7 051 habitants. Elle est estimée, en 2016, à 7 546 habitants.

### Source de la traduction
- (en) Cet article est partiellement ou en totalité issu de l’article de Wikipédia en anglais intitulé « Manhattan, Illinois » (voir la liste des auteurs).